# Pinalia amica
Pinalia amica é uma espécie de orquídea (Orchidaceae) do Sudeste Asiático.